# Скопофилија
У психологији и психијатрији, скопофилија или скоптофилија (skopeō, „гледати“, „испитати“ + φῐλῐ́ᾱ, „склоност ка“) је естетско задовољство које се извлачи из гледања у предмет или особу. У људској сексуалности, термин скоптофилија описује сексуално задовољство које особа извлачи гледањем еротских објеката, као што су порнографија, голо тело и фетиши, као замена за стварно учешће у сексуалном односу.

## Психоанализа
Као што је објаснио психоаналитичар Жак Лакан, Сигмунд Фројд је користио термин скопофилија да опише, анализира и објасни концепт Schaulust, задовољства у гледању, радозналости коју је сматрао делимичним инстинктом урођеним процесу формирања личности, у естетику, односно гледање у објекте уметности или сублимирано у опсесивну неурозу, "горећу и мучну радозналост да се види женско тело", као што је случај код Човека пацова. Из тог иницијалног Schaulust тумачења произашло је психо-медицинско уверење да инхибиција скопског нагона може довести до стварне, физичке болести, као што су физиолошки поремећаји вида. За разлику од Фројдовог тумачења скопског нагона, друге психоаналитичке теорије су предлагале да праксе скопофилије могу довести до лудила или менталног поремећаја — што је повлачење скопофилне особе из конкретног света стварности у апстрактни свет фантазије.
Теоријске основе скопофилије развио је психоаналитичар Ото Фенихел, посебно се осврћући на процес и фазе психолошке идентификације. Да у развијању личног идентитета, „дете, које тражи либидинозне сврхе... жели да гледа објекат како би се осећао заједно са њим“. Да је безлична интеракција скопофилије (између посматрача и посматраног) понекад замењивала личне интеракције у психолошком животу особе која је социјално анксиозна и покушава да избегава осећање кривице.
Лаканов концептуални развој погледа повезао је задовољство скопофилије са схваћањем особе за Другог (особе) која није Ја; то јест: „Поглед је овај предмет изгубљен, и изненада поново пронађен, у пламену срама, увођењем Другог.“ Пракса скопофилије је начин на који је жеља особе заробљена имагинарном представом Другог. Теорије алтернативне Лакановим тумачењима скопофилије и погледа су предложиле да је дететово откриће гениталне разлике, и пратећа анксиозност због непознавања разлике другог пола, је искуство које касније подстиче скопски нагон детета да испуни жељу да гледа супротан пол.

## Филмови
У Психо (1960), у режији Алфреда Хичкока, протагониста Норман Бејтс је воајер чије собе у мотелу имају шпијунке. У току приче, менаџер мотела Норман шпијунира анти-јунакињу док се свлачи у својој наводно приватној соби. У Peeping Tom-у (1960), у режији Мајкла Пауела, скопофилија се помиње као психолошка болест главног јунака Марка Луиса. Као наративни филм, Peeping Tom је намерна вежба воајеризма за протагониста и за гледаоца, која показује колико су протагониста и гледалац спремно ментално вољни и морално способни да гледају злочине (мучење, сакаћење, смрт) на које не треба гледати као на наративне филмове. Душевно оболели протагониста се понашао онако како је деловао као последица тешког менталног малтретирања у детињству, од стране његовог оца редитеља; очево злостављање је ментално деформисало Марка у повученог, интровертног човека који мучи и убија људе.
Током 1970-их, одвајајући се од Лаканових пропозиција, психоаналитичари филмова су користили термин скопофилија да идентификују и описују естетска и емоционална задовољства (често патолошка) и друге несвесне менталне процесе који се дешавају у главама гледалаца који гледају филм. Ипак, воајеризам и мушки поглед су психолошке праксе које су основне за емоционално искуство гледалаца гледања мејнстрим, комерцијалних филмова; посебно, мушки поглед је у потпуности представљен, описан и објашњен, и у супротности са женским погледом, у есеју „Визуелно задовољство и наративни биоскоп“ (1975), Лаура Малви. Каснији научници су оспорили Мулвијево утицајно тумачење скопофилије као „грубо свођење еротског и естетског на политику репрезентације."